# Saweetie
Saweetie, właściwie Diamonté Quiava Valentin Harper (ur. 2 lipca 1993 w Santa Clara w Kalifornii) – amerykańska raperka i celebrytka. Rozpoczęła swoją karierę i zyskała popularność w 2016 roku publikując na swoim koncie na portalu Instagram krótkie filmiki, na których rapowała na podkładach muzycznych popularnych piosenek innych artystów. Wkrótce wydała singiel ICY GRL wraz z teledyskiem, który został odtworzony ponad 120 milionów razy w serwisie YouTube. Od tej pory ukazały się również m.in. popularne single My Type, który znalazł się na 21. miejscu listy Billboard Hot 100, Tap In, który wspiął się na 20. miejsce tejże listy, oraz Best Friend z Doja Cat, który wspiął się na 14. miejsce tejże listy. Oprócz tego Saweetie m.in. wygrała nagrodę BET Hustler of the Year w 2021 roku, oraz została prowadzącą serialu Sex: Unzipped Netfliksa.

## Dzieciństwo i wczesne życie
Diamonté Quiava Valentin Harper urodziła się 3 lipca 1993 roku w Santa Clara w stanie Kalifornia w Stanach Zjednoczonych. Jej matka, Trinidad Valentin, jest pochodzenia filipińsko-chińskiego, a jej ojciec, Johnny Harper, jest Afroamerykaninem. Harper już w młodości była zainteresowana muzyką i zaczęła pisać teksty w wieku 13 lat. Pseudonim Saweetie przyjęła po słowie sweetie (kochanie, skarbie), którym często nazywała ją jej babcia. Ukończyła szkołę średnią Monterey Trail High School w Elk Grove w Kalifornii, a następnie uczęszczała na studia na uniwersytecie San Diego State University, a później na Uniwersytecie Południowej Kalifornii, gdzie zrobiła licencjat. Po skończeniu studiów zaczęła rozwijać swoją karierę muzyczną.

## Kariera

### 2016–2018: początki,High Maintenance
Saweetie zaczęła publikować filmiki ze swoimi freestyle’ami na swoim koncie na Instagramie w 2016 roku. Jeden z tych filmików przedstawiał ją rapującą na podkładzie muzycznym piosenki My Neck, My Back (Lick It) Khii, i ostatecznie przerodził się w singiel ICY GRL. Piosenka została upubliczniona na SoundCloud latem 2017 roku i zwróciła na siebie uwagę Maxa Gousse, który później został menadżerem Saweetie. Teledysk zaczął robić się popularny w internecie, ostatecznie zdobywając ponad 120 milionów odtworzeń w serwisie YouTube, jak na dane z listopada 2021 roku.
Szesnastego marca 2018 roku Harper wydała swoją debiutancką EPkę, High Maintenance. Miała ona dziewięć utworów, w tym singiel ICY GRL, który w czerwcu tego samego roku otrzymał złotą płytę za sprzedanie 500 000 egzemplarzy w USA. 

### 2019–teraźniejszość:ICY,Pretty Bitch Music
Saweetie wydała singiel Tap In dwudziestego czerwca 2020 roku. Osiągnął on miejsce 20. na liście Billboard Hot 100, stając się jej pierwszym singlem w pierwszej dwudziestce tej listy. W sierpniu 2020 roku Saweetie wydała remiks tego singla, zatytułowany Tap In Remix, w którym wystąpili raperzy Post Malone, DaBaby i Jack Harlow.